# Сеоци (Горњи Вакуф-Ускопље)
Сеоци је насељено место у Босни и Херцеговини у општини Горњи Вакуф-Ускопље. Административно припада Федерацији Босне и Херцеговине, односно њеном Средњобосанском кантону. Према попису становништва из 2013. у насељу је било 18 становника, а већинско становништво у насељу били су Хрвати.

## Становништво
По последњем службеном попису становништва из 2013. године у насељу Сеоци живело је 18 становника, а село је било етнички хомогено са већинском хрватском популацијом.
| Националност | 2013. | 1991.       | 1981.       | 1971.        |
| Бошњаци      | —     | 0           | 0           | 9 (7,56%)    |
| Хрвати       | —     | 13 (100,0%) | 33 (100,0%) | 110 (92,44%) |
| Срби         | —     | 0           | 0           | 0            |
| остали       | —     | 0           | 0           | 0            |
| Укупно       | 18    | 13          | 33          | 119          |